# NGC 2252
NGC 2252 је расејано звездано јато у сазвежђу Једнорог које се налази на NGC листи објеката дубоког неба.
Деклинација објекта је + 5° 19' 22" а ректасцензија 6h 34m 19,8s. Привидна величина (магнитуда) објекта NGC 2252 износи 7,3 а фотографска магнитуда 7,7. NGC 2252 је још познат и под ознакама OCL 514.